# Hirsch David Nomberg

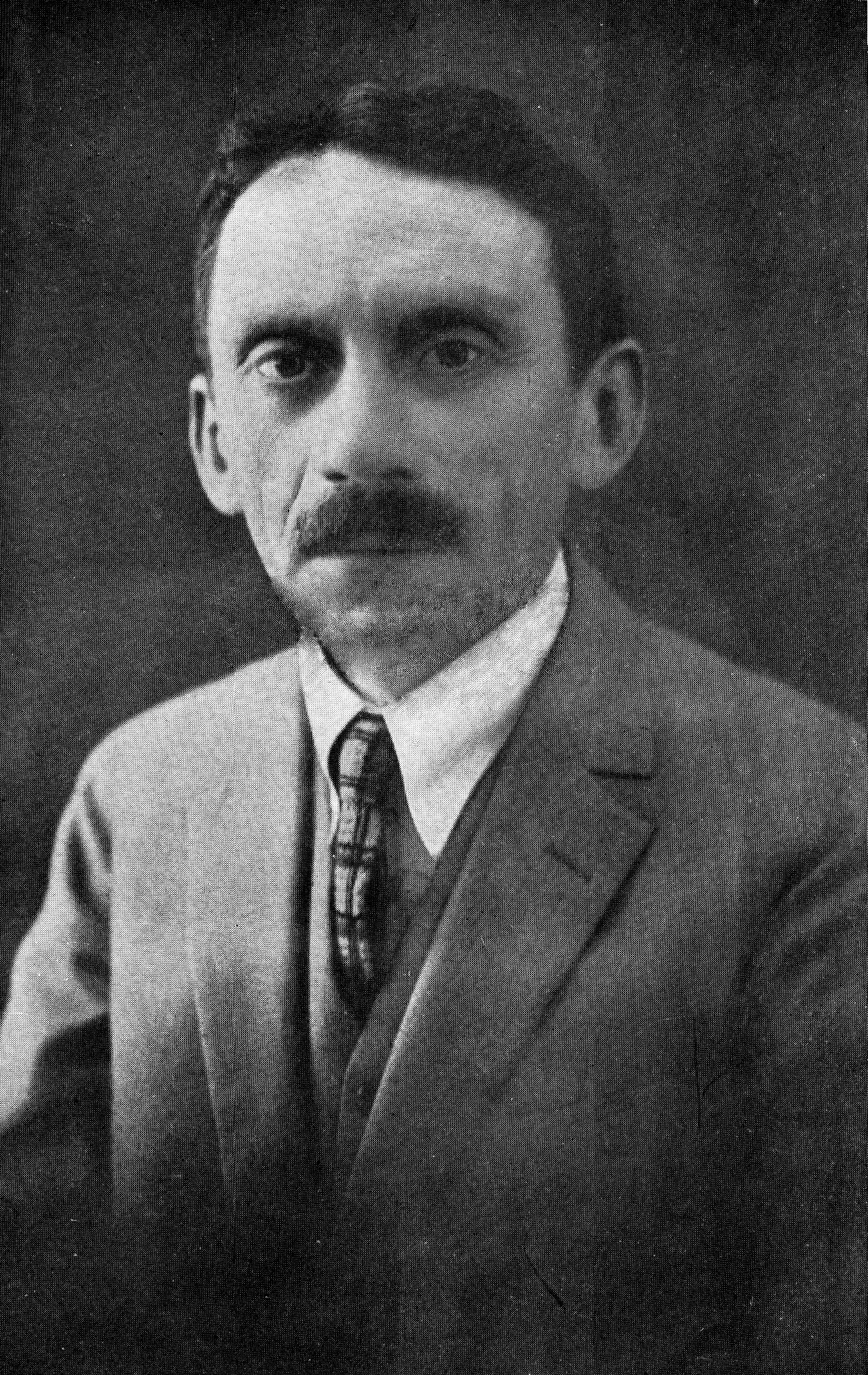
Hirsch David Nomberg

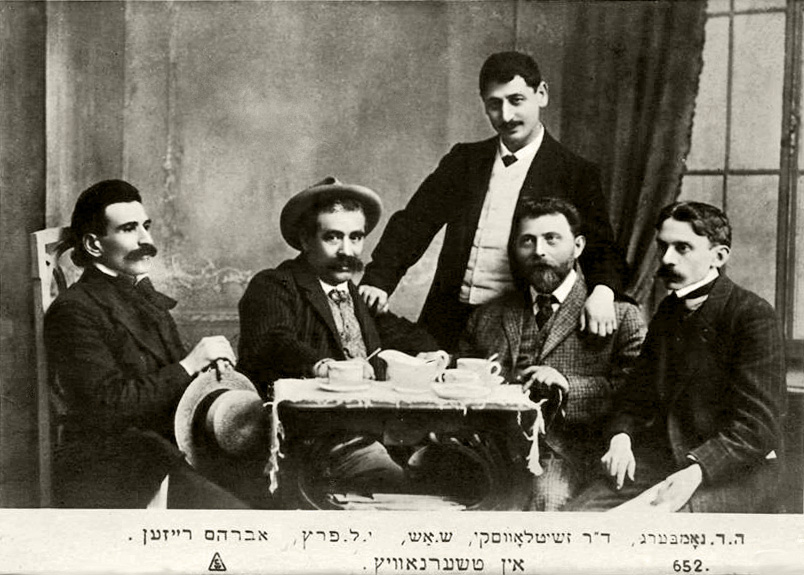
Abraham Reisen; Itzhok Lejb Perez; Schalom Asch; Chaim Schitlowsky und Hirsch David Nomberg 1908 während der Czernowitz-Konferenz (von links)

Hirsch David Nomberg, auch Hersh David (geboren 14. April 1876 in Mszczonów, Russisches Kaiserreich; gestorben 21. November 1927 in Otwock, Polen) war ein polnischer Schriftsteller und Publizist in jiddischer Sprache.

## Leben
Hirsch David Nomberg wurde in Amschinow geboren, die jiddische Bezeichnung für die seinerzeit im russischen Kaiserreich gelegene polnisch-jüdische Kleinstadt Mszczonów. Er wuchs bei seinem Großvater mütterlicherseits auf, der Geschäftsmann und ein frommer Chasside war. 1894 heiratete er, da er aber von religiösen Zweifeln befallen war, musste er sich als Häretiker von Frau und Kind trennen. Er zog in das benachbarte Warschau und zeigte seine ersten hebräischen Gedichte dem Schriftsteller Itzhok Lejb Perez, der ihn veranlasste, fortan in Jiddisch zu schreiben. Er lebte von einer Tätigkeit als Hebräischlehrer und war für junge jüdische Intellektuelle eine erste Anlaufstelle in der polnischen Metropole, so für Schalom Asch und für Abraham Reisen, für den er später ins Russische übersetzte.
Seine ersten Veröffentlichungen von Gedichten und Kurzgeschichten, die er selbst auch ins Hebräische übersetzte, erfolgten ab dem Jahr 1900, ersten Erfolg hatte er 1905 mit der Erzählung Fliglman. Ab 1905 war er hauptberuflich Schriftsteller, Redakteur, Herausgeber und Übersetzer. Zwischen 1905 und 1907 hielt Nomberg sich für einige Zeit in Deutschland, Frankreich und der Schweiz auf, im Jahr darauf in Riga und Wilna, wo er journalistisch arbeiten und eigene Prosa veröffentlichen konnte. Von Warschau aus nahm er 1908 an der Czernowitz-Konferenz teil, bei der ihm der Kompromiss in der Sprachfrage gelang, dass das Jiddische „eine“, aber nicht „die“ Sprache der Juden sei. 1911 machte er eine Reise in die USA. Nach Perez’ Tod 1915 wurde Nomberg zur literarischen Hauptfigur der jiddischen Literaturszene in Warschau. Während der deutschen Besetzung Polens im Ersten Weltkrieg war er Förderer der ersten weltlichen jiddischen Schulen in Polen und war Mitorganisator der „Jiddischen Volkspartei in Polen“ (jiddisch ייִדישע פֿאָלקספּאַרטײַ אין פוילן Jidische Folkspartei in Pojln, polnisch Jidisze Fołks-Partaj in Pojln, polnische Fortführung der 1905 gegründeten Folkspartei im Russischen Reich), für die er nach der Wiedererrichtung Polens 1919–1920 als Abgeordneter in den Sejm gewählt wurde. Nomberg war 1925 bis 1927 Vorsitzender des jüdischen Schriftsteller- und Journalistenverbandes in Warschau. Er machte weitere Reisen, so nach Argentinien, nach Palästina, obschon er kein Zionist war, und in die Sowjetunion, und veröffentlichte Reiseberichte.
Nomberg übersetzte auch William Shakespeare und Gerhart Hauptmann ins Jiddische, er selbst schrieb nur ein Drama, Di mishpokhe (1913). Nomberg suchte nach einer jüdischen Identität („Yidishizm“), die sich von der mittelalterlichen Enge des Stetls abheben sollte. Gleichzeitig sollte diese Identität sich gegen die Vorurteile des westeuropäischen Judentums behaupten, die in der ostjüdischen Kultur nur Bärte, Schläfenlocken, das von Sorgen verzerrte Gesicht und die von Pogromen entsetzten Augen sehen wollte. In seinen Novellen, die in mehreren Sammlungen vornehmlich in Jiddisch, aber auch Hebräisch erschienen, schilderte er den Typus eines im Kampf um neue Werte zermürbten Intellektuellen.
Nomberg wurde auf dem Warschauer Jüdischen Friedhof in der Nähe des Mausoleums „Trzech Pisarzy“ begraben, in dem Perez beerdigt worden war, mehr als zehntausend seiner Leser nahmen Abschied. Beide Grabstätten überstanden später den Terror der deutschen Besetzung Polens. Im Pariser Maison de la Culture Yiddish wurde 1928 die Nomberg-bibliotek baym Medem-farband nach ihm benannt.

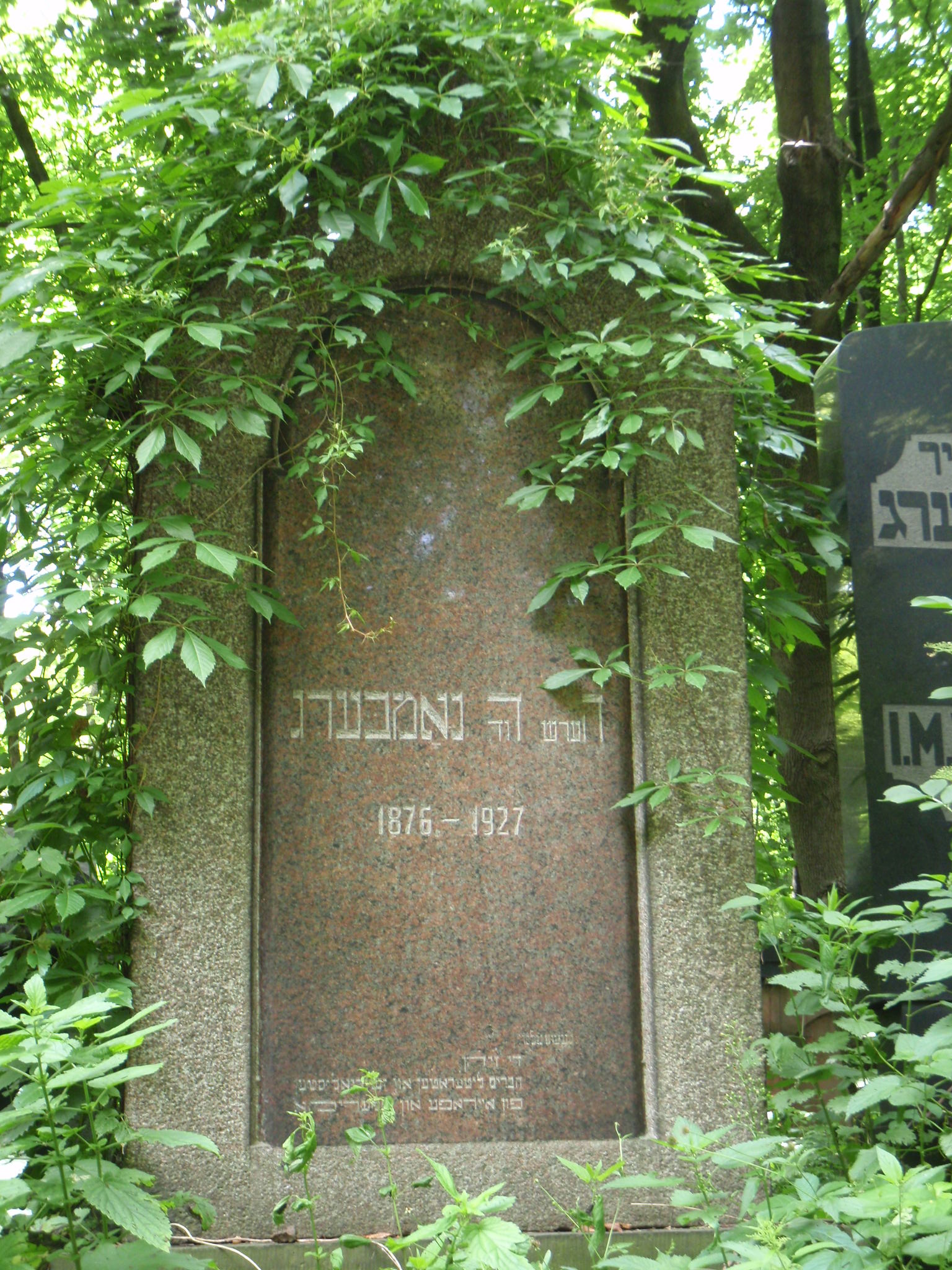
Grabmal in Warschau

## Schriften (Auswahl)
- Flügelmann : Novellen aus dem Jüdischen. Herausgegeben, übersetzt und eingeleitet von A. Suhl. Leipzig : Verlag Schemesch, 1924.
- Gezamelṭe ṿerḳ. Berlin : Klaal farlag, 1922
- Di mishpokhe. In fir aktn. Berlin: Klal, 1921